# Kanton Saint-Genis-Pouilly
Kanton Saint-Genis-Pouillys (fr. Canton de Saint-Genis-Pouilly) je francouzský kanton v departementu Ain v regionu Rhône-Alpes. Skládá se ze čtyř obcí. Kanton vznikl v roce 2015.

## Obce kantonu
- Ferney-Voltaire
- Ornex
- Prévessin-Moëns
- Saint-Genis-Pouilly